# كونسيب
كونسيب هي شركة مساهمة، تأسست في عام 1997، تحتفظ بها وزارة الاقتصاد والمالية الإيطالية (MEF)، وهي المساهم الوحيد. تعمل الشركة بما يتماشى مع أهداف الوزارة الإستراتيجية، وتعمل حصريًا لخدمة قطاع الإدارة العامة.
كونسيب عضو في مجموعة المشتريات G6 ، وهي مجموعة غير رسمية تقود استخدام الاتفاقيات الإطارية وأدوات الشراء الإلكتروني في المشتريات العامة.

## شكر وتقدير
- جائزة أفضل ممارسة في الأصول العامة - السنة السادسة 2015.
- جائزة خدمة الطاقة الأوروبية - فئة «أفضل مروج لخدمة الطاقة الأوروبية»، 2014.
- جائزة Ambrogio Lorenzetti لحوكمة الشركات، 2014.
- جائزة أفضل ممارسة في الأصول العامة - السنة السادسة 2012.
- جائزة الحكومة الأوروبية الأوروبية، 2009.
- جائزة الخدمة العامة الأوروبية، 2009. نسخة محفوظة 14 أكتوبر 2014 على موقع واي باك مشين.
- جائزة أفضل ممارسة في الأصول العامة - السنة الثانية، 2008.

## روابط خارجية
- الموقع الرسمي
- وزارة الاقتصاد والمالية
- Consip منصة الشراء الإلكتروني